# Harlin-Gletscher
Der Harlin-Gletscher ist ein breit ausladender Gletscher im ostantarktischen Viktorialand. Er fließt vom Polarplateau nahe dem Mount Nero auf der Nordwestseite der Daniels Range nordostwärts zwischen den Sample-Nunatakkern und dem nördlichen Ende der Daniels Range und biegt dann in östlicher Richtung zum unteren Abschnitt des Rennick-Gletschers ab. Östlich der Sample-Nunatakker trifft er auf den Lovejoy-Gletscher, der hierdurch seine eigenständige Gletschercharakteristik einbüßt. 
Das Gebiet wurde durch Vermessungsarbeiten des United States Geological Survey und mithilfe von Luftaufnahmen der United States Navy von 1960 bis 1962 kartografisch erfasst. Das Advisory Committee on Antarctic Names benannte ihn 1964 nach Ben W. Harlin, Meteorologe auf der Station Little America V im Jahr 1957, und wissenschaftlicher Leiter der Amundsen-Scott-Südpolstation im Jahr 1961.